# Lycaste crystallina
Lycaste crystallina là một loài thực vật có hoa trong họ Lan. Loài này được Wubben ex Oakeley mô tả khoa học đầu tiên năm 2008.